# Soho (liqueur)
Pour les articles homonymes, voir Soho.
Le Soho est une liqueur de litchi, à 15° d'alcool (anciennement à 24° d'alcool).

## Différents parfums
Cette boisson est produite par l'entreprise Pernod. Elle est déclinée en sept parfums : litchi, carambole, goyave, Caïpi-thaï (litchi, menthe et citron), Gloss (cerise et gingembre), Litchi Guarana et citron-yuzu.